# Лав пиво
Лав пиво је марка пива коју производи компанија Карлсберг Србија (пивара Челарево). Производи се у пивари компаније у Челареву, општини Бачка Паланка. 
Лав пиво је уједно други највећи производ на српском тржишту после Јелен пива, која припада корпорацији Старбев. Производи се од 1981. године. Ово пиво освојило је другу награду за најбољи корпоративни бренд у Србији 2006. године.
Лав пиво садржи 4,5% процената алкохола, традиционално је у Србији, светло и пастеризовано пиво. Познато је по слогану „Или јеси или ниси Лав”.